# Eva (namn)
För andra betydelser, se Eva.

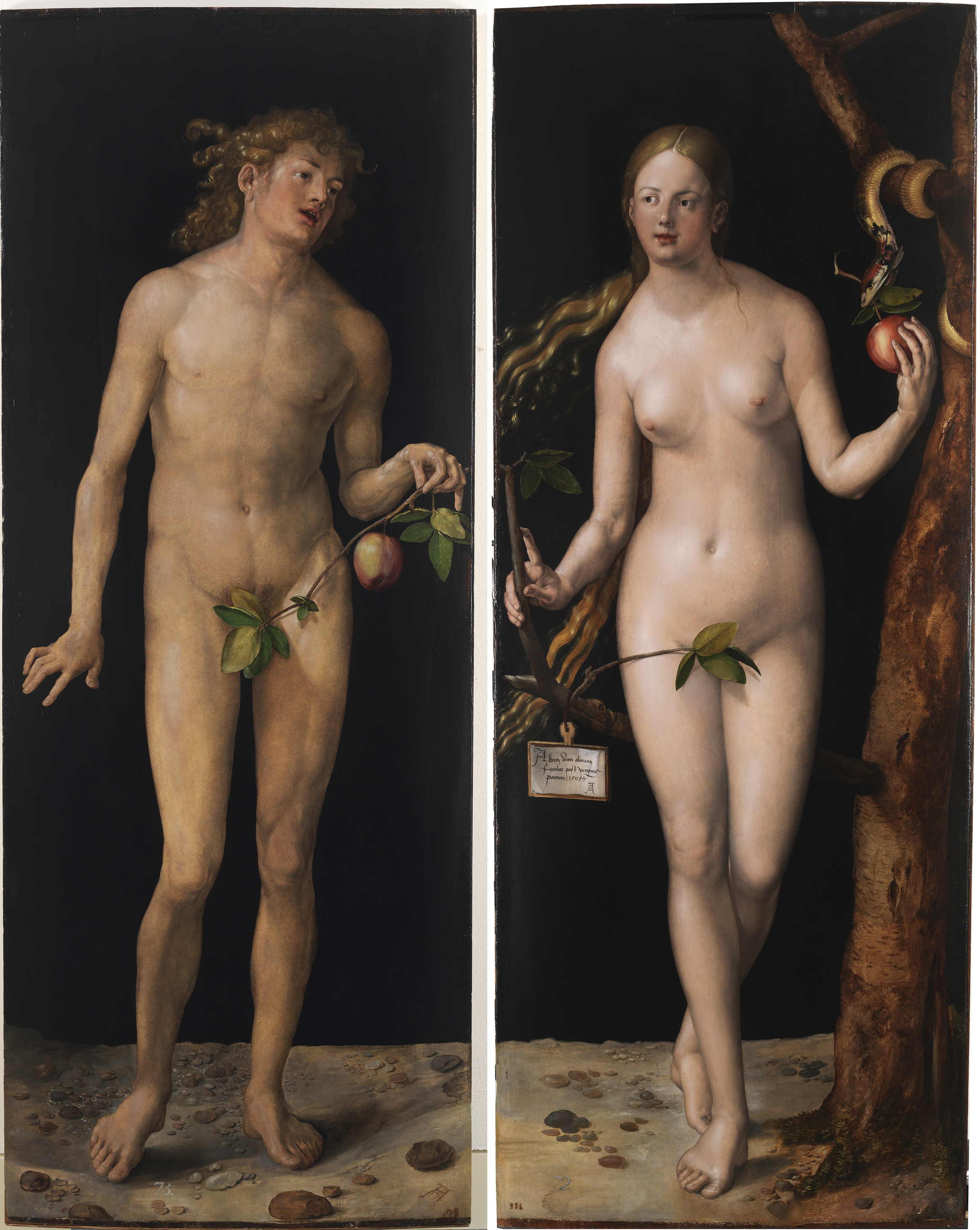
Adam och Eva
Målning av Albrecht Dürer (1507)

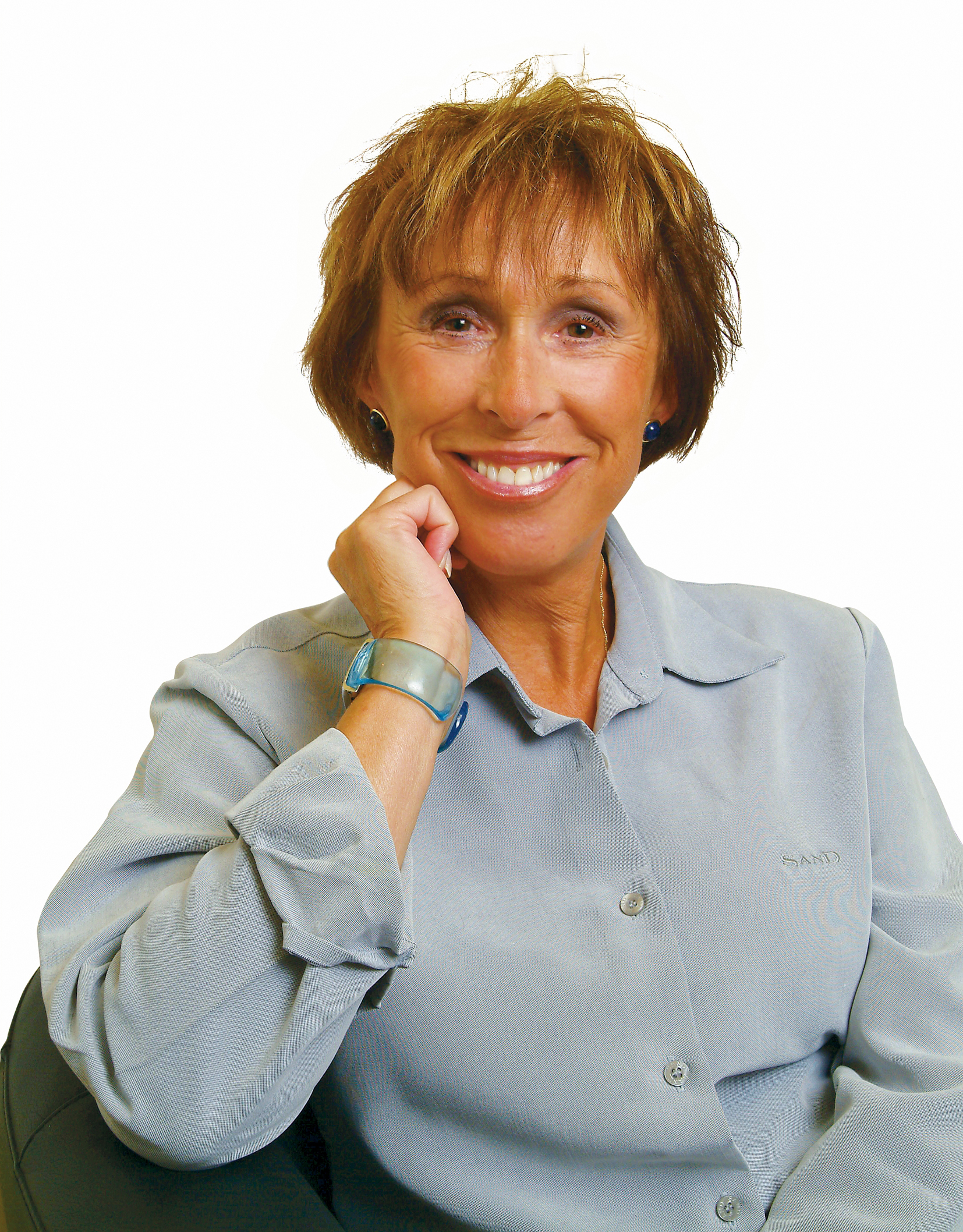
Eva Rydberg

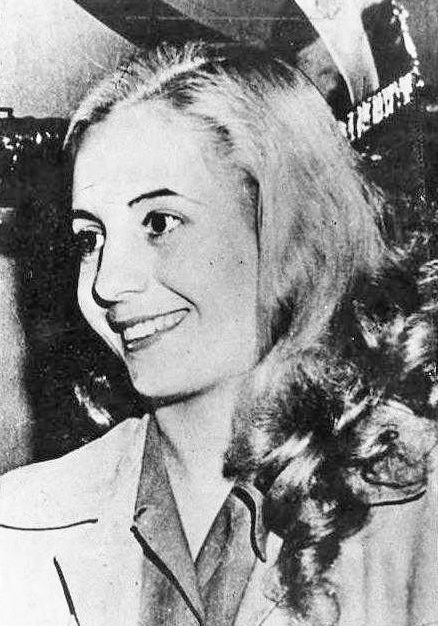
Eva Perón cirka 1947

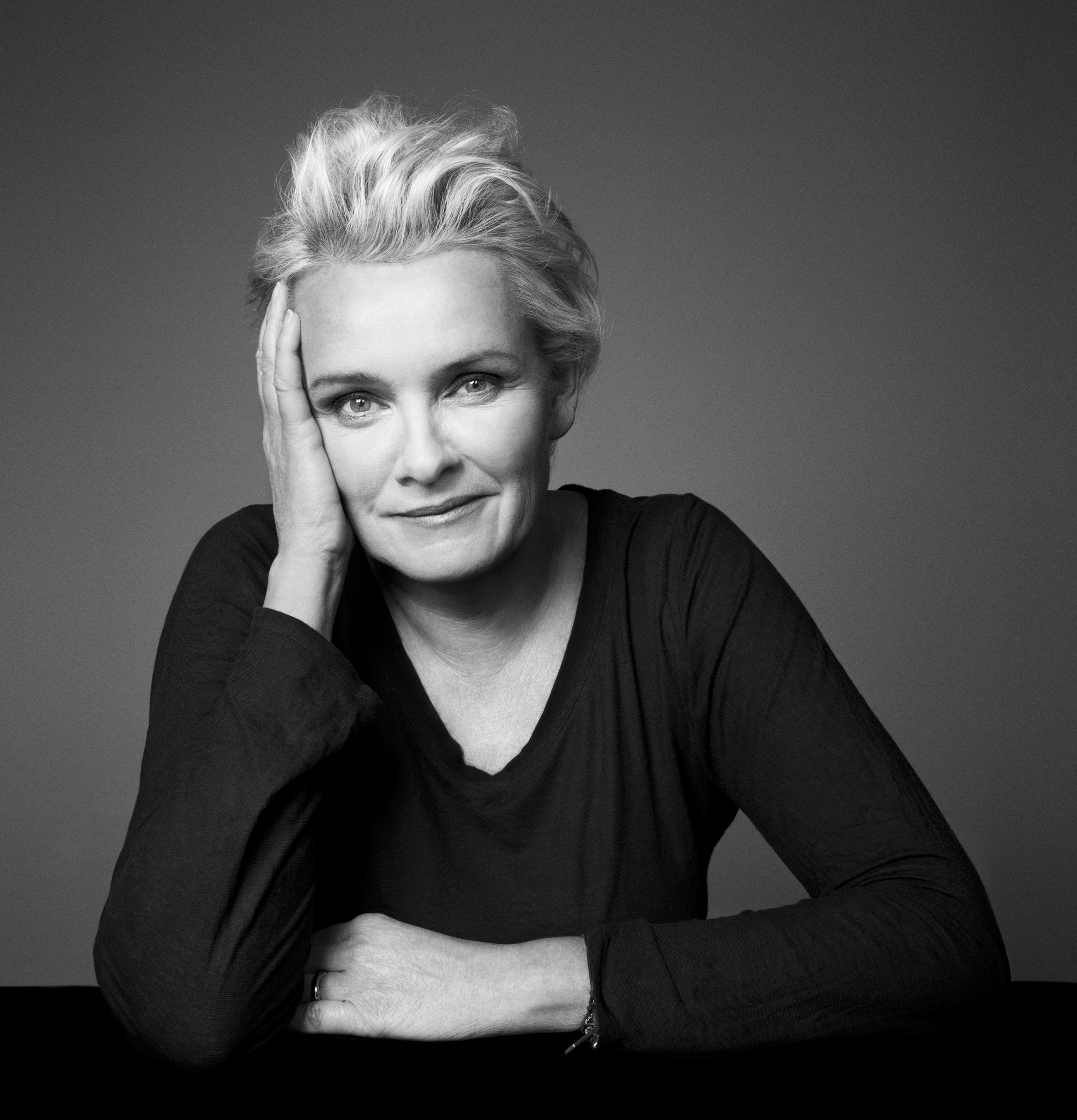
Eva Dahlgren

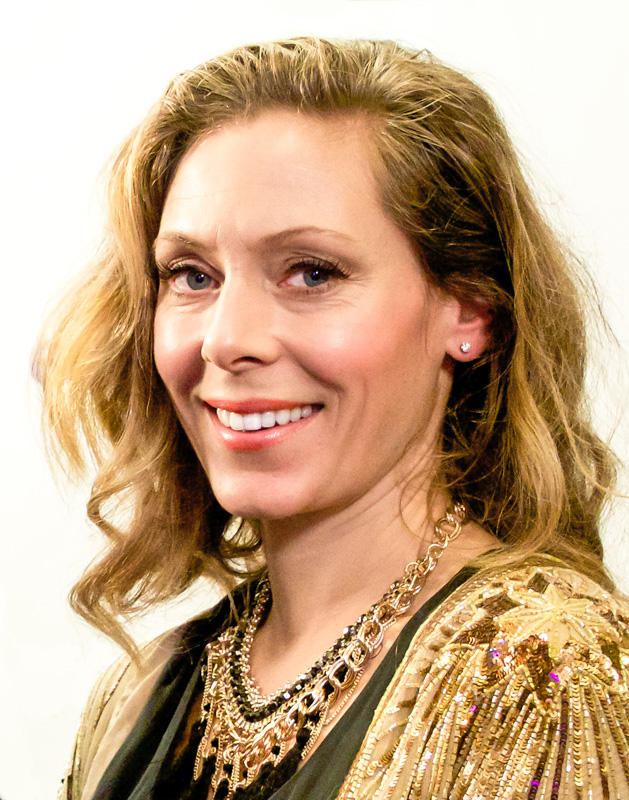
Eva Röse

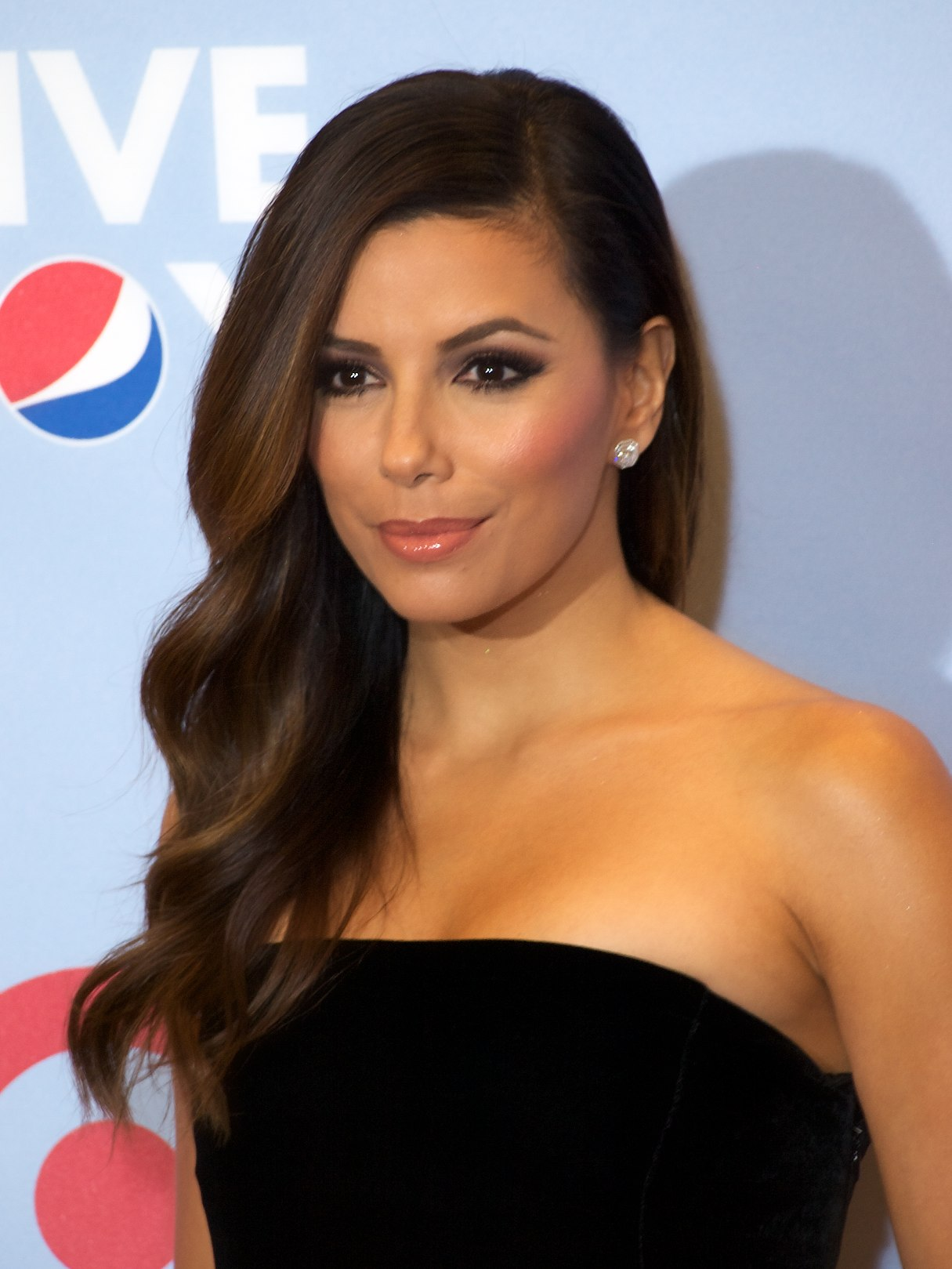
Eva Longoria

Eva (Ewa, Eeva) är ett kvinnonamn, med innebörden (det hebreiska ordet) chawa, som betecknar den bibliska urmodern, livgivaren. Motsvarande ord i persiskan är hava. Ordet är inte ett namn utan betyder helt enkelt att ge liv  dvs. mänsklighetens livmoder. Chavah i 1 Mosebok 3:20 har översatts till Eva (lat. Eva och Heva, eng. Eve). Versen i 1917 års Bibel lyder "Och mannen gav sin hustru namnet Eva, ty hon blev moder åt allt levande".
I kristen mytologi är Eva människosläktets stammoder och betraktas också som helgon inom den katolska kyrkan. Hon är också skyddshelgon för trädgårdsmästare och andra som vårdar liv, samt för skräddare.[källa behövs]
Äldsta belägg i Sverige är från år 1472.
Namnet förekommer också i dubbelnamn som Eva-Britt, Eva-Karin, o.s.v.
Eva var ett mycket populärt namn från 1940-talet fram till 1970-talet, men har sedan minskat i användning. I slutet av 1990-talet försvann namnet till sist från 200-i-topp-listan. Namnet används dock fortfarande relativt ofta som andranamn.[källa behövs]
Den 31 december 2014 fanns det totalt 190 892 kvinnor folkbokförda i Sverige med namnet Eva, varav 84 963 bar det som tilltalsnamn.
Namnsdag i Sverige: 24 december. I den finlandssvenska namnsdagslängden har Eva namnsdag 24 december sedan starten 1929, då en egen namnsdagskalender togs i bruk för finlandssvenskar.

## Personer med namnet Eva
- Eva Alexanderson, svensk författare
- Eva Andén, Sveriges första kvinnliga advokat
- Efva Attling, svensk formgivare
- Eva Bergman, svensk regissör
- Eva Bexell, svensk barnboksförfattare
- Eva Bonnier, svensk konstnär
- Eva Braun, gift med Adolf Hitler
- Eva Brunne, biskop i Stockholms stift
- Eva Burrows, fd general i Frälsningsarmén
- Eva Bysing, sångerska och skådespelare
- Ewa Carlsson, skådespelare
- Eva Cassidy, amerikansk sångerska
- Eva Dahlbeck, svensk skådespelerska och författare
- Eva Dahlgren, svensk sångerska
- Eva Dickson, svensk äventyrare
- Eva Ekeblad, svensk grevinna och vetenskapsman (den första kvinna som blev invald i svenska Vetenskapsakademien)
- Eva Eriksson, svensk illustratör och författare
- Eva Franchell svensk journalist, författare och f.d. politiker
- Eva Fritjofson svensk skådespelerska
- Ewa Fröling, svensk skådespelerska
- Eva Funck, svensk barnprogramsledare och röstskådespelare
- Eva Green, fransk skådespelare
- Eva Hamilton, svensk journalist och fd vd för Sveriges Television
- Eva Henning, svensk-norsk skådesplare
- Eva-Lena Jansson, svensk politiker (s)
- Eva Johnsson, svensk politiker (kd)
- Eeva Kilpi, finländsk författare
- Eva-Marie Liffner, svensk författare
- Eva Lohman, svensk politiker (m)
- Eva Longoria, amerikansk skådespelare
- Eva Lund, svensk curlingspelare
- Eva Lunde, norsk skådespelare
- Eva Mendes, amerikansk skådespelare
- Eva Nedinkovska, makedonsk sångerska
- Eva Norberg, svensk författare
- Eva Nordung Byström, biskop i Härnösands stift
- Eva Merthen, historisk gestalt i Finland
- Eva Moberg, svensk författare och debattör
- Eva Nor-Forsberg, svensk scenartist
- Eva Olofsson, svensk politiker (v)
- Eva Olsson, svensk längdskidåkare
- Eva Perón, argentinsk politiker och presidentfru
- Eva Sophia Piper, svensk grevinna och hovdam
- Eva Remaeus, svensk skådespelare
- Ewa Roos, sångerska
- Eva Rydberg, svensk artist och komedienn
- Ewa Rydell, svensk artistisk gymnast
- Eva Röse, svensk skådespelerska
- Eva Marie Saint, amerikansk skådespelare
- Eva Serning, sångerska
- Eva Sonidsson, svensk politiker (s)
- Eva Spångberg, svensk konstnär
- Eva Stiberg, svensk skådespelare
- Evabritt Strandberg, skådespelare
- Eva Ström, svensk författare
- Eva Swedenmark, svensk författare
- Eva Söderqvist, svensk skribent
- Eva Wiberg, professor i italienska, universitetsrektor
- Eva Winther, svensk politiker (fp), f.d. statsråd
- Eva Zetterberg, svensk politiker (v)
- Eva Åkesson, svensk kemist, f. d. universitetsrektor